# 大岡忠豫
大岡 忠豫（大岡 忠予、おおおか ただより）は、江戸時代中期の三河国西大平藩の世嗣。通称は将監。

## 略歴
延享2年（1745年）、2代藩主・大岡忠宜の長男として誕生。
宝暦4年（1754年）、9代将軍・徳川家重に拝謁するが、家督相続前の明和2年（1765年）に廃嫡された。
代わって、弟・忠恒が嫡子となった。明和7年（1770年）死去。享年26。